# Vallesinella
La Vallesinella è una valle laterale della val Rendena a cui vi si accede da Madonna di Campiglio. Di notevole importanza sono le sue cascate (di sopra, di mezzo e di sotto).

## Caratteristiche
La valle si estende dall'abitato di Madonna di Campiglio e fino al passo del Grostè (2.442 m).
Nella valle sono presenti alcune strutture ricettive e rifugi:
- Rifugio Casinei - 1.825 m
- Rifugio Vallesinella - 1.513 m
- Rifugio Cascate di Mezzo - 1.398 m

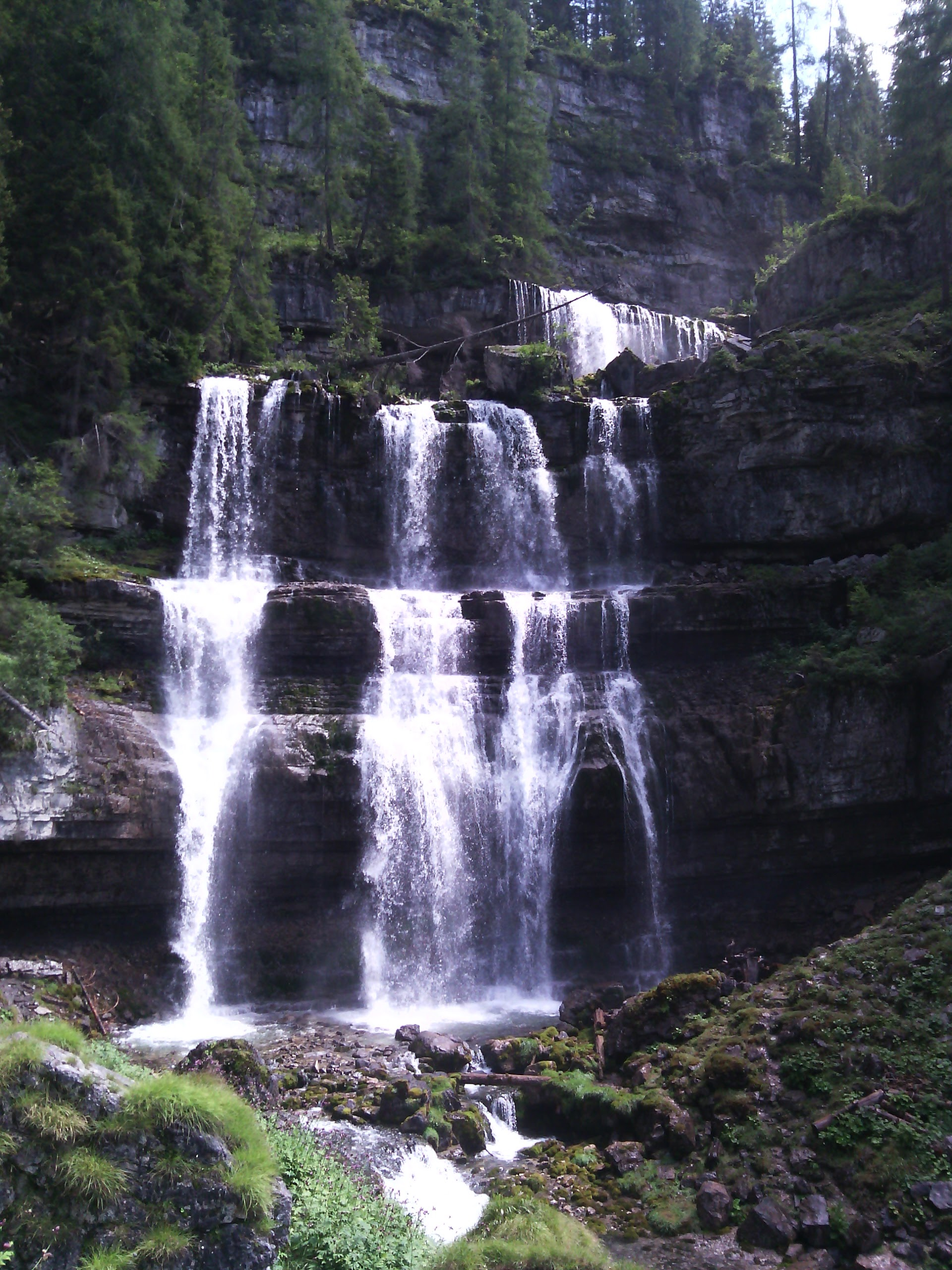
Cascate di Mezzo di Vallesinella